# SD Rupan Sansei - Kinko yaburi daisakusen
SD Rupan Sansei - Kinko yaburi daisakusen (SDルパン三世 〜金庫破り大作戦〜?) è un videogioco per Game Boy basato sulla popolare serie Lupin III di Monkey Punch.

## Trama
Lupin III decide di riprendersi diversi tesori di alcuni vecchi nemici avuti, l'unico problema è che sono custoditi dai loro seguaci e dall'ispettore Zenigata. La missione di Lupin è quindi quella di recuperare ogni tesoro senza essere catturato con l'aiuto di Jigen e Goemon.